# 臼杵陽
臼杵 陽（うすき あきら、1956年6月14日 - ）は、日本の政治学者（現代中東政治・中東地域研究）。日本女子大学文学部・同大学院文学研究科教授。

## 経歴
1956年、大分県中津市生まれ。大分県立大分上野丘高等学校、東京外国語大学外国語学部卒業。東京大学大学院総合文化研究科博士課程修了。大学院在学中、在ヨルダン日本国大使館専門調査員を務める。
佐賀大学講師・助教授、国立民族学博物館教授を経て、日本女子大学文学部・同大学院文学研究科教授。日本中東学会事務局長（2003－04年度）および同学会会長（2011-12年度）。2012年度より大同生命地域研究賞選考委員を務める。2009年に京都大学に『パレスチナ/イスラエル地域政治の研究 : 民族・宗教・国家の現代的相関をめぐる考察』を提出して博士号(地域研究)を取得。

### 学歴
- 1980年 - 東京外国語大学外国語学部アラビア語学科卒業
- 1983年 - 東京大学大学院社会学研究科国際関係論専攻修士課程修了
- 1988年 - 東京大学大学院総合文化研究科博士課程国際関係論専攻単位取得満期退学

### 職歴
- 1984年 - 在ヨルダン日本大使館専門調査員
- 1988年 - 佐賀大学教養部講師
- 1990年
  - 佐賀大学教養部助教授
  - エルサレム・ヘブライ大学トルーマン平和研究所客員研究員
- 1995年 - 国立民族学博物館地域研究企画交流センター助教授
- 1996年 - 総合研究大学院大学地域文化研究科助教授（併任）
- 2002年
  - 国立民族学博物館地域研究企画交流センター教授
  - 総合研究大学院大学地域文化研究科教授（併任）
- 2005年 - 日本女子大学文学部・同大学院文学研究科教授
- 2006年 - 東京大学大学院人文社会系研究科次世代人文学開発センター客員教授
- 2007年 - 京都大学地域研究統合情報センター客員教授（2008年度末まで）
- 2016年 - 日本女子大学図書館長 (2021年度末まで)
- 2022年 - 日本女子大学大学院文学研究科委員長

## 研究内容・業績
パレスチナ/イスラエルを中心とする中東地域研究・中東現代政治史の研究のほか、アジア・太平洋戦争期日本の「回教・回教徒問題」あるいは大川周明、さらに満川亀太郎などの戦前日本の「猶太問題」あるいは現代ユダヤ研究についての研究をおこなっている。

## 受賞・栄典
- 2008年度大同生命地域研究奨励賞[2]
- 第23回アジア・太平洋賞特別賞（『大川周明－天皇とイスラームのはざまで』青土社、2010年、に対して）を受賞[4]。

## 著書

### 単著
- 『見えざるユダヤ人――イスラエルの「東洋」』（平凡社選書, 1998年）
- 『中東和平への道』（山川出版社, 1999年）
- 『原理主義』（岩波書店「思考のフロンティア」, 1999年）
- 『イスラムの近代を読みなおす』（毎日新聞社, 2001年）
- 『世界化するパレスチナ／イスラエル紛争』（岩波書店, 2004年）
- 『イスラエル』（岩波新書, 2009年）
- 『イスラームはなぜ敵とされたのか――憎悪の系譜学』（青土社, 2009年）
- 『大川周明――イスラームと天皇のはざまで』（青土社, 2010年）
- 『アラブ革命の衝撃――世界でいま何が起きているのか』（青土社, 2011年）
- 『世界史の中のパレスチナ問題』（講談社現代新書, 2013年）
- 『「中東」の世界史――西洋の衝撃から紛争・テロの時代まで』（作品社, 2018年）
  - 改訂『日本人のための「中東」近現代史』（角川ソフィア文庫, 2024年）
- 『日本人にとってエルサレムとは何か――― 聖地巡礼の近現代史』（ミネルヴァ書房「叢書・知を究める」, 2019年）
- 『「ユダヤ」の世界史―― 一神教の誕生から民族国家の建設まで』（作品社, 2020年）

### 共著
- （立山良司・池田明史・北沢義之・小島直・小杉泰・福田安志・松谷浩尚・宮田律）『中東――ニュースを現代史から理解する』（自由国民社, 1994年）
- （西谷修・酒井啓子・NHKイスラム・プロジェクト）『アメリカはなぜ狙われたのか――徹底討論・同時多発テロ事件の底流を探る』（岩波書店, 2002年）

### 共編著
- （松原正毅・小杉泰）『岐路に立つ世界を語る――9・11以後の危機と希望』（平凡社, 2002年）
- （酒井啓子）『イスラーム地域の国家とナショナリズム』（東京大学出版会, 2005年）
- （市川裕・大塚和夫・手島勲矢）『ユダヤ人と国民国家――「政教分離」を再考する』（岩波書店, 2008年）
- （臼杵陽監修・赤尾光春・早尾貴紀編）『ディアスポラから世界を読む――離散を架橋するために』（明石書店, 2009年）
- （臼杵陽監修・赤尾光春・早尾貴紀編）『シオニズムの解剖―― 現代ユダヤ世界におけるディアスポラとイスラエルの相克』（人文書院, 2011年）
- （臼杵陽・鈴木啓之共編著）『パレスチナを知るための60章』（明石書店, 2016年）

### 監訳
- バーナード・ルイス（臼杵陽監訳・今松泰・福田義昭訳）『イスラム世界は何故没落したか？――西洋近代と中東』（日本評論社, 2003年）
- ダン・コンシャーボク、ダウド・アラミー（臼杵陽監修・訳）『双方の視点から描く パレスチナ/イスラエル紛争史』（岩波書店, 2011年）

### 論文
- 臼杵陽「ウォルター・ラカー著『ユダヤ人問題とシオニズムの歴史』」『国際政治』第1988巻第89号、日本国際政治学会、1988年、180-184頁、doi:10.11375/kokusaiseiji1957.89_180、ISSN 0454-2215、NAID 130004302700。
- 臼杵陽「中東和平 急進展の背景を探る--変わるアラブ・イスラエル紛争の構図」『エコノミスト』第67巻第23号、毎日新聞社、1989年6月、52-57頁、ISSN 00130621、NAID 40000234528。
- 臼杵陽「第1次世界大戦前のエルサレムにおけるイエメン系ユダヤ教徒コミュニティ:アリヤー入植およびセファラディームとの関係を中心に」『オリエント』第36巻第2号、日本オリエント学会、1993年、67-82頁、doi:10.5356/jorient.36.2_67、ISSN 0030-5219、NAID 110000131559。
- 臼杵陽「セファラディームおよびミズラヒームに関する研究動向--ヘブライ語誌「ペアミ-ム」を手がかりにして」『佐賀大学教養部研究紀要』第25号、佐賀大学、1993年3月、129-153頁、ISSN 02867567、NAID 110000367326。
- 臼杵陽「西アジア・北アフリカ : 近現代 (一九九三年の歴史学界 : 回顧と展望)」『史学雑誌』第103巻第5号、史学会、1994年、935-938頁、doi:10.24471/shigaku.103.5_935、ISSN 0018-2478、NAID 110002367195。
- 臼杵陽「イスラエル建国をめぐる最近の論争 : シオニスト・トランスヨルダン関係を中心に(1993年春季(第87回)大会概要)」『九州法学会会報』第1993巻、九州法学会、1994年、23-24頁、doi:10.20661/kla.1993.0_23、NAID 110009546689。
- 臼杵陽「ラビン首相暗殺とイスラエル社会」『世界』第617号、岩波書店、1996年1月、167-171頁、ISSN 05824532、NAID 40002105974。
- 臼杵陽「宗教に翻弄されるイスラエル」『世界』第625号、岩波書店、1996年8月、163-174頁、ISSN 05824532、NAID 40002108697。
- 臼杵陽「ユダヤ人/教徒の言説としての「地中海」--序論的考察 (特集 地中海世界における少数集団)」『一橋論叢』第116巻第4号、日本評論社、1996年10月、748-761頁、doi:10.15057/12029、ISSN 00182818、NAID 110000316222。
- 臼杵陽「イスラエルにおける宗教、国家、そして政治-「誰がユダヤ人か」問題とその法制化をめぐって-:宗教と国際政治」『国際政治』第1999巻第121号、日本国際政治学会、1999年、95-107,L11、doi:10.11375/kokusaiseiji1957.121_95、ISSN 0454-2215、NAID 130004303185。
- 臼杵陽「世界の潮 バラク新首相と中東和平」『世界』第663号、岩波書店、1999年7月、30-33頁、ISSN 05824532、NAID 40002109648。
- 臼杵陽「「イスラーム原理主義」という表現の罠 (特集 米同時多発テロとタリバーン)」『季刊アラブ』第99号、日本アラブ協会、2001年、12-15頁、NAID 40005068616。
- 臼杵陽「8 イスラエルにおける宗教と政党」『日本比較政治学会年報』第4巻、日本比較政治学会、2002年、213-236頁、doi:10.11193/hikakuseiji1999.4.213、NAID 130004255265。
- 臼杵陽「イスラム原理主義--つくられたイメージ (特集 アフガニスタンに生きる人々)」『アムネスティニュースレター』第334号、アムネスティ・インターナショナル日本支部、2002年1月、5-7頁、ISSN 03878422、NAID 40004919436。
- 村田晃嗣, 臼杵陽, 森孝一, 小杉泰「イスラームとアメリカ--共存の可能性を探る (シンポジウム〔同志社大学神学部シンポジウム2002〕)」『基督教研究』第65巻第1号、基督教研究会、2003年9月、3-28頁、doi:10.14988/pa.2017.0000004450、ISSN 03873080、NAID 110000169643。
- 臼杵陽「第二次世界大戦期ドイツにおけるパレスチナ人指導者 : ハーッジ・アミーン・アル・フサイニーとナチスの関係をめぐる最近の研究動向」『経済志林』第79巻第4号、法政大学経済学部学会、2012年3月、113-140頁、doi:10.15002/00007792、ISSN 0022-9741、NAID 40019241683。
- 臼杵陽「大川周明のシオニズム論--道会雑誌『道』と『復興亜細亜の諸問題』初版本のテクスト比較」『日本女子大学大学院文学研究科紀要』第15号、日本女子大学、2008年、73-93頁、ISSN 13412361、NAID 110007093572。
- 臼杵陽「ある日本人アジア主義者のイスラム観：大川周明の場合」『日本中東学会年報』第28巻第2号、日本中東学会、2012年、59-84頁、doi:10.24498/ajames.28.2_59、ISSN 0913-7858、NAID 110009594491。
- 臼杵陽「中東の語り部たち(22)国家主義者の中東観(6)満川亀太郎のアジア主義」『究 : ミネルヴァ通信』第61号、ミネルヴァ書房、2016年4月、40-43頁、NAID 40020808311。
- 臼杵陽「中東の語り部たち(23)国家主義者の中東観(7)満川亀太郎の「猶太国」観」『究 : ミネルヴァ通信』第62号、ミネルヴァ書房、2016年5月、40-43頁、NAID 40020838024。
- 臼杵陽「中東の語り部たち(27)国家主義者の中東観(11)満川亀太郎と酒井勝軍」『究 : ミネルヴァ通信』第66号、ミネルヴァ書房、2016年9月、40-43頁、NAID 40020945440。